# Coventry Very Light Rail

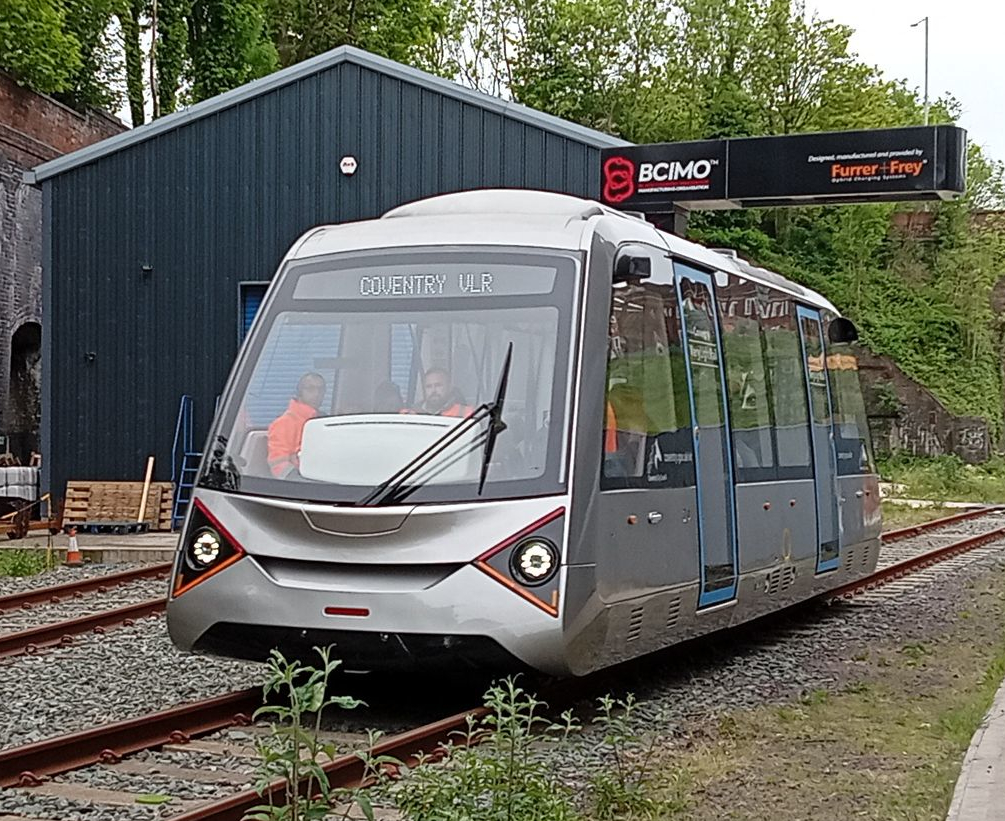
Coventry Very Light Rail während einer öffentlichen Testfahrt im Mai 2025

Die neue Straßenbahn Coventry, entwickelt unter dem Namen Coventry Very Light Rail, ist ein Light Rail Straßenbahnsystem der englischen Stadt Coventry.  Seit dem verheerenden Luftangriff auf Coventry am 14. November 1940 („Coventry Blitz“), bei der die Coventry Corporation Tramways zerstört wurde, gibt es in der Stadt keine Straßenbahn mehr. Die Straßenbahn wird der erste Betrieb nach dem System „Very Light Rail“ (Super-Leicht-Bahn, abgekürzt VLR) sein.

## Geschichte
Die Planungen gehen auf eine Initiative mehrerer Entwickler in England zurück, die vorschlugen, die neuesten Entwicklungen der Stadtbahntechnik zu nutzen, um den Light-Rail Ansatz leichterer und günstigerer Bahnsysteme weiter voranzutreiben. Unter dem Begriff Very Light Rail werden dabei die Fahrzeuge auf Einzelwagen mit Drehgestellen reduziert und auf eine Oberleitung verzichtet. Stattdessen werden Akkutriebwagen mit Schnellladestationen entlang der Strecke eingesetzt. Da die Einzelwagen leichter sind, kann auch beim Gleisbau auf aufwändige Vorarbeiten zum Umlegen von Versorgungsleitungen verzichtet werden. Dadurch sollen Straßenbahnsysteme insgesamt so günstig in Errichtung und Betrieb werden, dass sie sich auch für kleinere Städte eignen, die im Zuge der Renaissance der Straßenbahn bisher keine wirtschaftliche Möglichkeit hatten.
Das Konzept basiert auf vorangegangenen Untersuchungen der Universität Warwick. Nach einer ersten Vorstellung 2016 wurde die Idee von der Warwick Manufacturing Group (WMG) und Transport Design International technisch vorangetrieben. Für die zukünftigen betrieblichen Aspekte konnte Transport for West Midlands gewonnen werden, die im westlichen Mittelengland den ÖPNV stellt. Eine Reihe von Konstruktionsvorgaben sind daher auf die Kompatibilität mit der West Midlands Metro gerichtet, die als niederflurige Regionalstadtbahn ausgeführt ist. Als Kandidat für die Errichtung einer ersten Strecke wurde dann die Stadt Coventry ausgewählt (Warwick und Coventry sind beides Vorstädte von Birmingham und liegen nur etwa 15 km auseinander). Der erste Demonstrator für Coventry-Ironbridge war dann allerdings ein hochfluriges Fahrzeug.
2018 wurden dann in Zusammenarbeit mit der WMG die ersten Ausschreibungsunterlagen erstellt, mit der das Konzept fertig entwickelt werden kann. Ein erster Prototyp wurde für das zweite Halbjahr 2020 bestellt und im August vorgestellt. Mit den nachfolgenden Tests soll die Lieferung für den Testbetrieb ab 2021 erfolgen. 2019 wurde das Projekt in die Umgestaltung des Verkehrs in den West Midlands aufgenommen, das insgesamt 15 Milliarden Pfund schwer ist. Die ersten Finanzierungsanteile von 2,4 Millionen Pfund konnten so über regionale Entwicklungsgelder der Coventry and Warwickshire Local Enterprise Partnership (CWLEP) erreicht werden. Nach Zusage von 12,2 Millionen Pfund der West Midlands Combined Authority (WMCA) konnte die Finanzierung sichergestellt werden, und man erwartete 2019 eine Inbetriebnahme der ersten Strecke ab 2024.
Vorgeschlagen wird, in der Hauptverkehrszeit auf einen Fahrplan zu verzichten, und die Einzelwagen mit einem Abstand von 2 bis 3 Minuten fahren zu lassen. Auch der Einsatz einer autonomen Steuerung wird erforscht. Die Kabinen sind dabei größer als bei bisherigen Personentransportsystemen (beispielsweise das PRT in Masdar City) und umfasst hier 20 Sitzplätze mit insgesamt bis zu 56 Personen. Zu den Erwartungen gehört, dass der Streckenbau 7 Millionen Pfund pro Kilometer kostet (statt bisher 35 bis 60 Millionen). Dies soll auch durch zentral vorgefertigte Gleismodule erreicht werden, die gegebenenfalls auch wieder demontiert und an anderer Stelle verbaut werden können.
2025 gab der Stadtrat von Coventry die Mittel für eine Teststrecke frei. Die 220 m eingleisige Strecke im Stadtzentrum ist seit Mai 2025 im öffentlichen Testbetrieb nutzbar. Allerdings ging die Black Country Innovative Manufacturing Organisation (BCIMO), welche das VLR-Innovationszentrum betreibt, Anfang Juli 2025 in eine Insolvenz mit externer Verwaltung.